# José Ramón Lomba de la Pedraja
José Ramón Lomba de la Pedraja (Santander, 29 de febrero de 1868-4 de enero de 1951) fue un catedrático, investigador y crítico español.
Primo hermano de Fermín de Sojo y Lomba, obtuvo las licenciaturas en Derecho y en Letras y el doctorado en Letras por la Universidad Central, obtuvo por oposición la cátedra de Lengua y Literatura Españolas en la Universidad de Murcia en 1920, siendo su primer titular. Al obtener la cátedra en la Universidad de Oviedo, se trasladó allí en 1923.  Dedicó gran parte de su investigación al romanticismo español, especialmente a la obra de Larra. El 1 de abril de 1939 fue nombrado decano de la Sección de Filosofía y Letras de la Universidad de Oviedo. Disputó el primer partido del fútbol club Barcelona el 8 de diciembre de 1899.